# Peter Carl Fabergé
Peter Carl Fabergé, còn được biết đến là "Karl Gustavovich Fabergé" (Tiếng Nga: Карл Густавович Фаберже, sinh 30/5 [O.S. May 18] 1846 – mất 24/9/1920) là một nhà kim hoàn người Nga, nổi tiếng vì là người làm ra các quả trứng Fabergé nổi tiếng, dựa theo kiểu của trứng Phục sinh, nhưng sử dụng kim loại và đá quý quý hiếm.
Công ty của Faberge đã từng rất thành công ở Nga, là công ty kim hoàn lớn nhất của Nga. Cách mạng tháng 10 Nga nổ ra, công ty ông bị chính quyền cộng sản Nga quốc hữu hóa. Ông chạy sang Đức và chết vì suy tim tại Thụy Sĩ.

## Tiểu sử
Peter Carl Fabergé có cha vốn là thợ kim hoàn có tiếng người Nga - Gustav Fabergé, trong khi mẹ của Peter lại là người Đan Mạch. Gustav Fabergé không chỉ có nền tảng học tập tại Saint Petersburg (Nga), ông còn theo học tại trường Đại học Dresden Arts và Crafts School (Đức), điều này tạo rất nhiều thuận lợi cho thiên hướng nghệ thuật sau này của Peter Carl Fabergé.
Peter Carl Fabergé đã được đào tạo từ các thợ kim hoàn có uy tín ở Đức, Pháp và Anh, đã tham gia một khóa học tại Đại học Thương mại Schloss tại Paris, và nghiên cứu các tác phẩm tại các bảo tàng hàng đầu của châu Âu. Du lịch và nghiên cứu của Peter Carl Fabergé tiếp tục cho đến năm 1872, khi ở tuổi 26, Peter Carl Fabergé trở về Sankt-Peterburg và kết hôn với Augusta Julia Jacobs. Sau đó ông cùng với cha mình hoạt động tích cực trong công ty của gia đình, và được Nhà nước Nga trao cho danh hiệu Master Goldsmith - cho phép Peter sử dụng những dấu hiệu riêng của mình trong công ty. Theo người em trai của Peter Carl là Agathon, Carl được đánh giá là: "một nhà thiết kế cực kỳ tài năng và sáng tạo".

## Sự nghiệp
Năm 1882, Peter Carl Fabergé và Agathon mở một triển lãm các tác phẩm nghệ thuật tổ chức tại Moskva, đây là nơi mà ông đã tạo dựng bản sao các tác phẩm vòng tay bằng vàng có nguồn gốc từ vùng Hermitage (Pháp) vào năm thứ 4 trước Công Nguyên. Ông đoạt huy chương vàng trong hội chợ Pan-Russian nhờ những bức tượng động vật tinh xảo - những món tạo tác hoàn toàn mới mẻ so với những tác phẩm khảm đầy vàng và kim cương. Việc kinh doanh ngày càng phát đạt, lắm khi gần 700 nhân viên trong xưởng của gia đình ông không kịp hoàn thành hết những đơn đặt hàng.
Trong số những người chú ý đến Peter Carl Fabergé có Nga hoàng Alexander III. Lễ Phục sinh năm 1885 cũng trùng với kỷ niệm 20 năm ngày cưới của Nga hoàng Alexander III và hoàng hậu Maria Fedorovna. Nhân kỷ niệm ngày trọng đại, Nga hoàng Alexander III đã tin tưởng giao sứ mệnh chế tác một món đồ kim hoàn thật đặc biệt lấy cảm hứng từ quả trứng cho Peter Carl Fabergé. Và quả trứng đầu tiên trong bộ sưu tập 50 quả trứng Fabergé đã ra đời với cái tên Trứng gà mẹ (Hen Egg). Từ sau đấy, Peter Carl Fabergé được Nga hoàng Alexander III chỉ định làm nhà kim hoàn của triều đình, được toàn quyền chế tác những quả trứng - đỉnh cao của nghệ thuật kim hoàn, chỉ với một điều kiện: quả trứng nào cũng phải đem lại một điều ngạc nhiên.
Từ năm 1887, Peter Carl Fabergé thoả sức thiết kế để hoàn thành quả trứng ngày càng trở nên tinh xảo hơn. Nga hoàng Nikolai II tiếp tục ra lệnh cho Fabergé làm 2 quả trứng mỗi năm để tặng mẹ và vợ của mình, truyền thống này tiếp diễn cho đến Cách mạng Tháng Mười. Suốt 32 năm (từ năm 1885 đến năm 1917), các hoàng hậu của vương triều Nhà Romanov đều được nhận món quà Phục sinh tinh xảo từ Peter Carl Fabergé.
Sau khi nước Nga tuyên chiến với Đức đưa nước Nga chính thức bước vào Chiến tranh thế giới thứ nhất, Peter Carl Fabergé vẫn cố gắng chế tạo những quả trứng cho triều đình, mặc dù một phần xưởng kim hoàn của ông bị chiếm làm nơi sản xuất vũ khí.
Năm 1918, Peter Carl Fabergé bỏ trốn khỏi Nga sau khi đóng giả làm một người khuân vác cho Đại sứ quán Anh. Cách mạng Tháng Mười Nga nổ ra, chính quyền về tay đảng Bolshevik. Những người Bolshevik vẫn tiếp tục điều hành công ty của Peter Carl Fabergé, tìm cách hoàn thành các tác phẩm dang dở của ông, hoặc sao chép những tác phẩm đã được chế tạo. Nhưng cuối cùng, tất cả các thợ thủ công trong xưởng đều bỏ đi.

### 50 quả trứng Phục sinh của Peter Carl Fabergé
Kể từ khi xuất hiện trước công chúng tại triển lãm Paris Exposition Universell năm 1900, những quả trứng của Fabergé đã gây ra rất nhiều tranh cãi trong giới chuyên gia phê bình và nhà sưu tập. Giữa những lời khen tặng và kính phục vì sức sáng tạo vô tận, bàn tay thiên tài và quá trình lao động miệt mài đến mức cầu toàn là những lời chỉ trích hoàng gia Nga thừa mứa đến vô cảm trước cuộc sống lầm than, xã hội nước Nga kiệt quệ.
Hiện có 43 trên tổng số 50 quả trứng Phục sinh do đích thân Peter Carl Fabergé chế tác được lưu giữ trong các viện bảo tàng và bộ sưu tập tư nhân. Các chủ sở hữu lớn nhất là bảo tàng lịch sử Armoury Kremlin ở Moscow với 10 trứng, còn lại nằm rải rác tại các bảo tàng Mỹ, bảo tàng Mỹ thuật Virginia được tặng 5 trứng từ vợ một doanh nhân Lillian Thomas Pratt. Trong số đó, có 9 quả trứng Phục sinh được nhà tài phiệt Nga Viktor Vekselberg mua lại từ bộ sưu tập Malcolm Forbes trong một buổi đấu giá năm 2004, với mức giá 100 triệu USD. Những quả trứng này hiện đang được trưng bày tại Bảo tàng Fabergé - được khai trương vào năm 2013 tại cung điện Shuvalev ở Sankt-Peterburg.
Tuy nổi tiếng với quả trứng phục sinh, nhưng công ty của Fabergé còn chế tác nhiều đồ trang sức khác nhau và trở thành công ty chế tác đồ trang sức lớn nhất nước Nga, ngoài trụ sở ở Sankt-Peterburg còn có chi nhánh ở Moskva, Odessa, Kiev và London.

## Hình ảnh

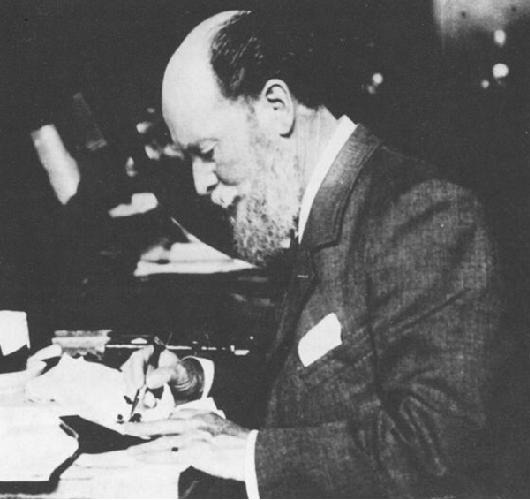
Peter Carl Faberge đang làm việc
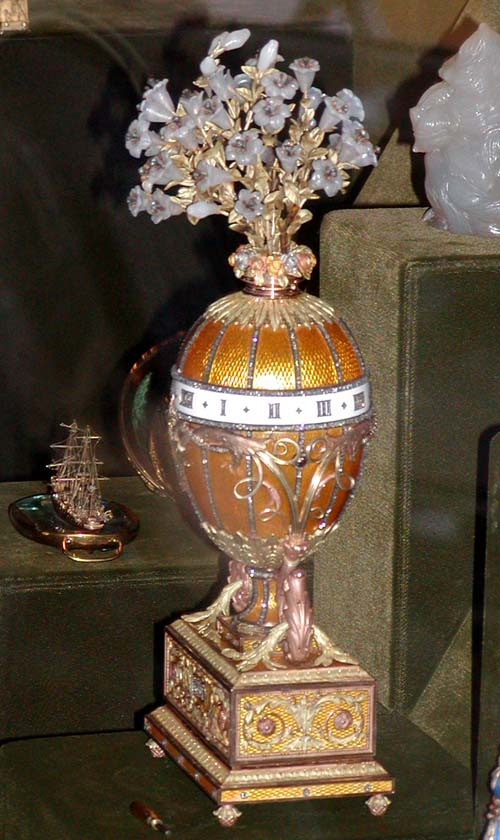
Bouquet of Lilies hay Madonna Lily Egg của Fabergé
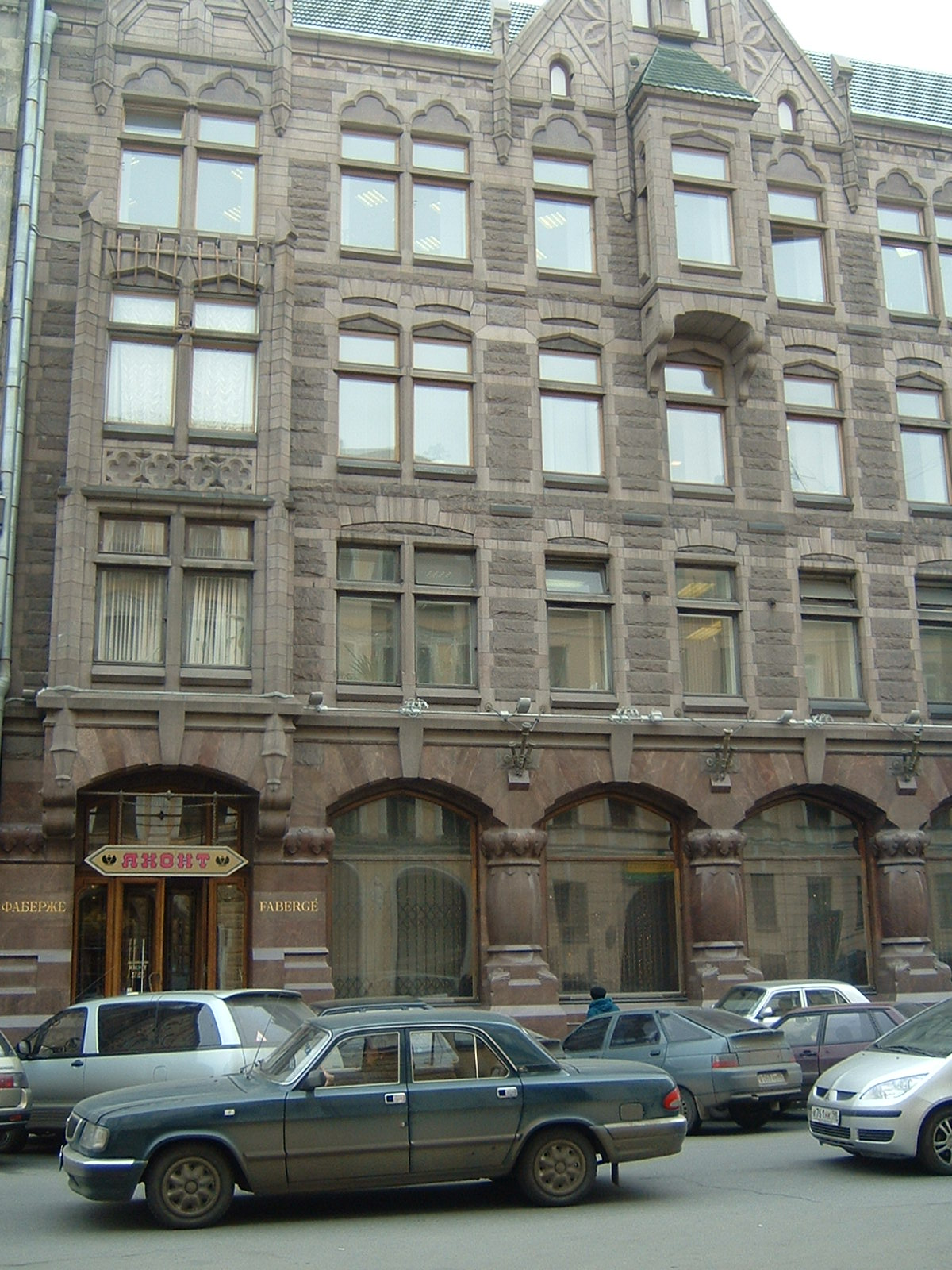
Cửa hàng chính của Fabergé tại Saint Petersburg đổ tên là Yakhont (Ruby) nhưng vẫn được biết đến là cửa hàng Fabergé.
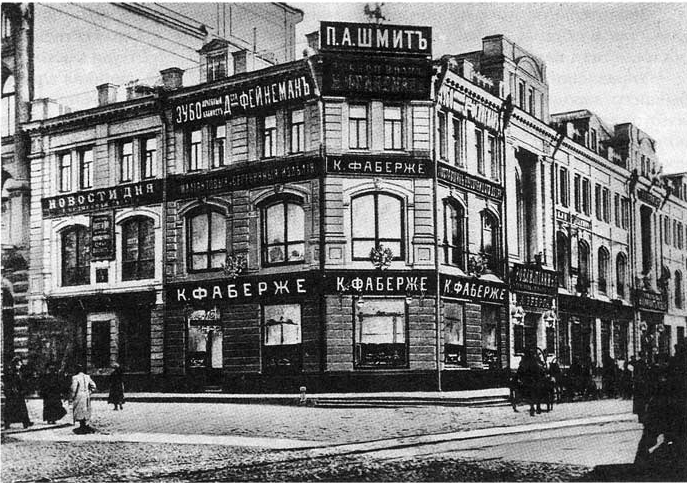
Cửa hàng Faberge tại Moscow (Kuznetsky Most 4), 1893.